# Вязовка (Удмуртия)
Вязовка — деревня в Алнашском районе Удмуртии, входит в Азаматовское сельское поселение. Находится в 10 км к востоку от села Алнаши и в 82 км к юго-западу от Ижевска.
Население на 1 января 2008 года — 64 человека.

## История
До 1909 года жители деревни (починка) Вязовка Елабужского уезда Вятской губернии числились прихожанами Свято-Троицкой церкви села Варзи-Ятчи, после открытия прихода в селе Ключёвка при Вознесенской церкви, приписаны к новому приходу.
На 1925 год починок Вязовка входил в состав Азаматовского сельсовета Алнашской волости Можгинского уезда. В 1929 году упраздняется уездно-волостное административное деление, Алнашская волость упразднена и починок причислен к Алнашскому району, в том же году в СССР начинается сплошная коллективизация.
- Жуков Петр Васильевич (1880 г.р.) — кулак.
- Жукова Дарья Яковлевна (1883 г.р.) — член семьи кулака.
- Жукова Евдокия Петровна (1915 г.р.) — член семьи кулака.
- Жукова Вера Петровна (1919 г.р.) — член семьи кулака.
- Жуков Филипп Петрович (1923 г.р.) — член семьи кулака.
- Семаков Константин Осипович (1884 г.р.) — арестован 16 ноября 1937 года. Приговор: 10 лет.
- Симаков Григорий Иванович (1910 г.р.) — арестован 19 ноября 1937 года. Приговор: 10 лет.
- Соловьев Сергей Алексеевич (1867 г.р.) — арестован 23 декабря 1937 года. Приговор: дело прекращено.
- Соловьев Петр Петрович (1882 г.р.) — арестован 18 октября 1937 года. Приговор: 10 лет.

В 1931 году в деревне организована сельскохозяйственная артель (колхоз) «Красная Вязовка». Согласно уставу: «…В члены артели могли вступить все трудящиеся, достигшие 16-летнего возраста (за исключением кулаков и граждан, лишенных избирательных прав)…». В 1931 году в колхозе состояло 21 хозяйство с общим количеством населения 120 человек, в том числе трудоспособных 54 человека, имелись 2 маслобойки и конюшня. В 1950 году проводится укрупнение сельхозартелей, образован колхоз «Решительный», в состав которого отошла деревня.
16 ноября 2004 года Азаматовский сельсовет был преобразован в муниципальное образование «Азаматовское» и наделён статусом сельского поселения.